# 四数苣苔
四数苣苔（学名：Bournea sinensis），为苦苣苔科四数苣苔属下的一个植物种。其种加词“sinensis”意为“中华的”。
现接受名为Oreocharis sinensis (Oliv.) Mich.Möller & A.Weber, 2011。